# Cukur Gondang
Cukur Gondang is een bestuurslaag in het regentschap Pasuruan van de provincie Oost-Java, Indonesië. Cukur Gondang telt 4214 inwoners (volkstelling 2010).